# STS-125

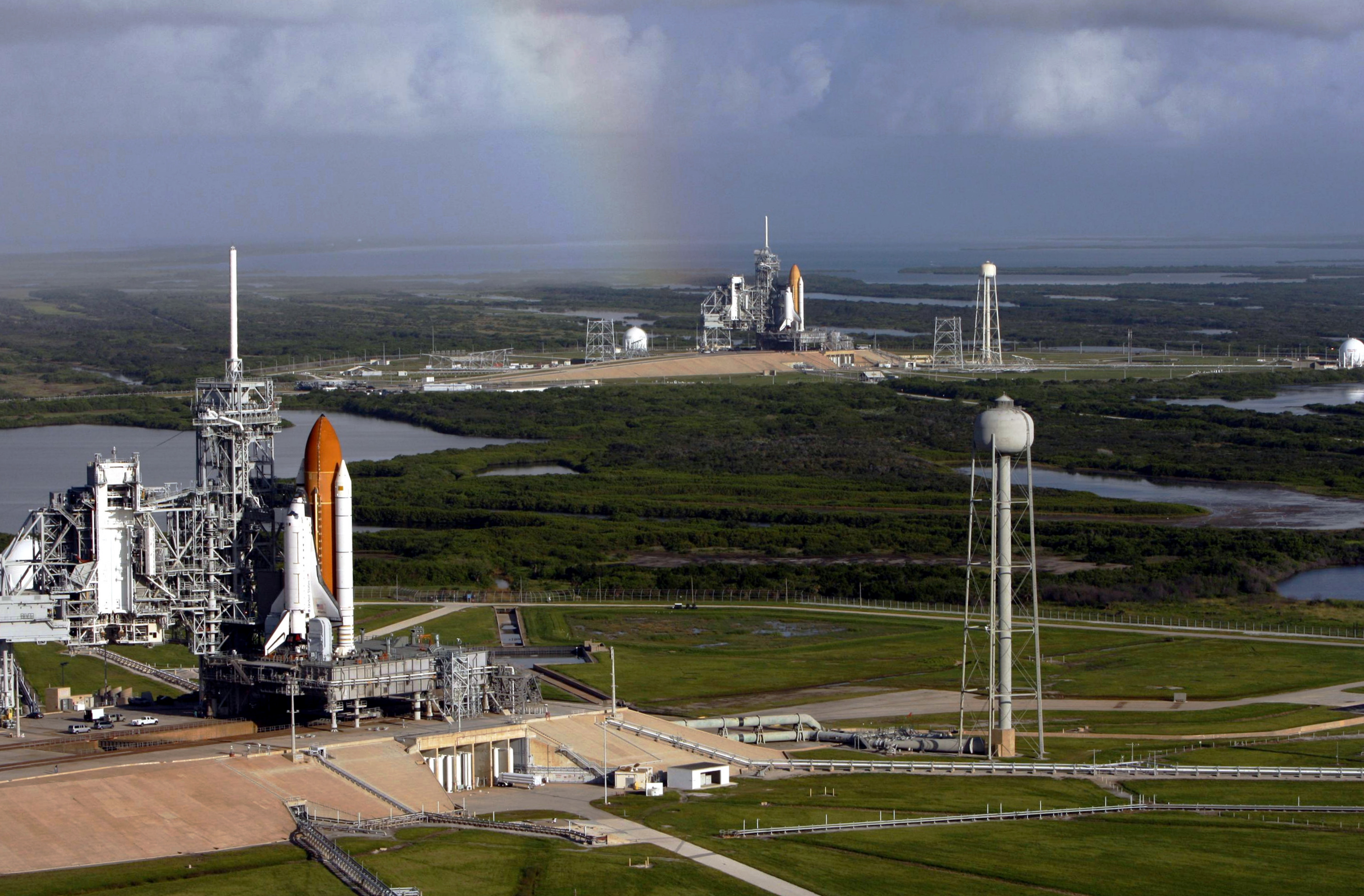
Atlantis a Endeavour na vzletových rampách LC-39A resp. LC-39B v září 2008

STS-125 byl poslední start amerického raketoplánu programu Space Shuttle k jinému objektu než ISS. Tento start raketoplánu Atlantis se uskutečnil v květnu 2009 a jeho hlavním úkolem byla pátá a poslední, servisní mise Hubbleova vesmírného dalekohledu, která měla vynést HST na jeho novou dráhu, nainstalovat nové baterie a zajistit mu tak životnost minimálně do roku 2013.
Byla to také poslední mise Space Shuttle, kdy byly na obou odpalovacích rampách – LC-39A i LC-39B – připraveny raketoplány ve stejnou dobu.
Protože HST letěla na jiném orbitu než ISS, která je používána jako záchranná stanice v případě poruchy raketoplánu na oběžné dráze, nebylo by v případě poruchy možné zakotvit u ISS, a proto byla na druhé rampě připravena mise STS-401, která by posádku prvního raketoplánu v takovém případě zachránila.

## Posádka
- Scott D. Altman (4) – velitel
- Gregory Carl Johnson (1) – pilot
- John M. Grunsfeld (5) – letový specialista 1
- Michael J. Massimino (2) – letový specialista 2
- Katherine Megan McArthurová (1) – letový specialista 3
- Andrew J. Feustel (1) – letový specialista 4
- Michael T. Good (1) – letový specialista 5

V závorkách je uveden dosavadní počet letů do vesmíru včetně této mise.

## Spojitost s Českou republikou
Díky astronautu Andrew Feustelovi raketoplán na palubě nesl českou vlajku a český a anglický výtisk Písní kosmických od Jana Nerudy. Matka jeho manželky je Češka ze Znojma, její otec pak Ind.

## Cíle mise
Servisní mise STS-125 by měla zajistit funkčnost Hubbleova vesmírného teleskopu do roku 2013. Aby mohl být teleskop bezpečně naveden po ukončení své životnosti do hustých vrstev atmosféry, kde zanikne, byl k němu připojen nástavec „Soft-Capture Mechanism“.
Při této misi získal Hubbleův teleskop nové nástroje: spektrograf COS (Cosmic Origins Spectrograph) pracující v ultrafialové části spektra. Přístroj bude zkoumat chemické složení vzdálených objektů ve vesmíru. Zařízení by mělo být podstatně citlivější, než předchozí používané přístroje. Dalším nástrojem, který byl k teleskopu dopraven, je širokoúhlá kamera Wide Field Camera 3. Ta bude zkoumat vesmír v různých vlnových délkách (infračervené, viditelné a ultrafialové záření).
Posádka raketoplánu Atlantis vyměnila při pěti výstupech do kosmu baterie teleskopu, všech šest gyroskopů, které udržují správný směr při pozorování objektů ve vesmíru a část tepelné izolace.

## Odklad startu
Z důvodu poruchy řídící jednotky na HST byl start STS-125 odložen na únor 2009 a potom dokonce na květen. Jako záložní raketoplán pro případ nouze byl připraven k letu STS-401 Endeavour. Jedná se o první takový případ, kdy je na rampě připraven záchranný raketoplán. Před tímto letem se uskutečnily tyto lety: STS-126 a STS-119.

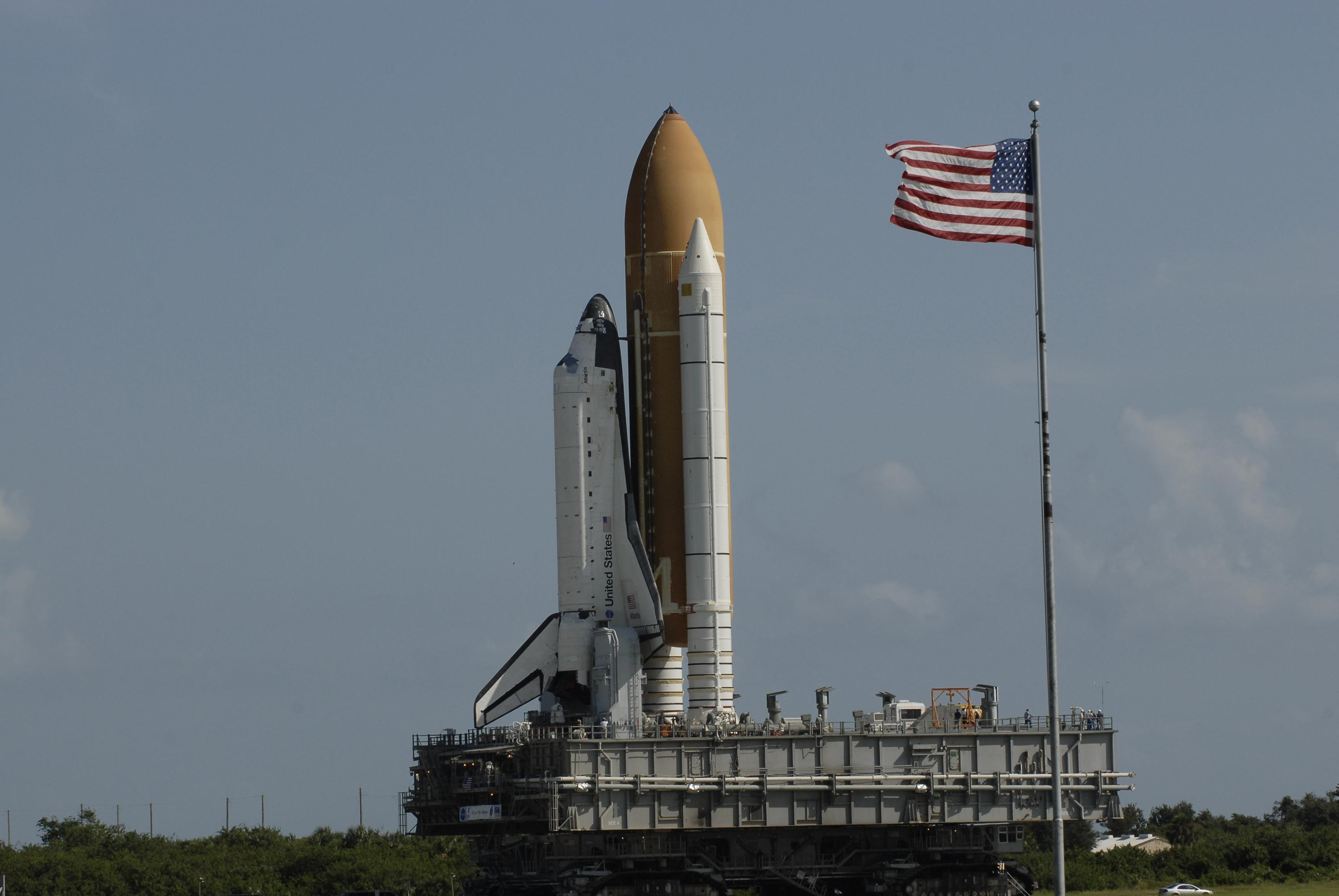
Atlantis při prvním převozu na rampu 39A

## Průběh letu

### První den (start)
Raketoplán Atlantis úspěšně odstartoval 11. května 2009 ve 20:01:56 SELČ. O 125 sekund později byly odhozeny pomocné motory SRB a 8 minut po startu byly vypnuty hlavní motory SSME – manévr MECO. Za přibližně 15 sekund se odpojila nádrž ET a raketoplán pokračoval na oběžnou dráhu ve výši 560 km.

### Druhý den

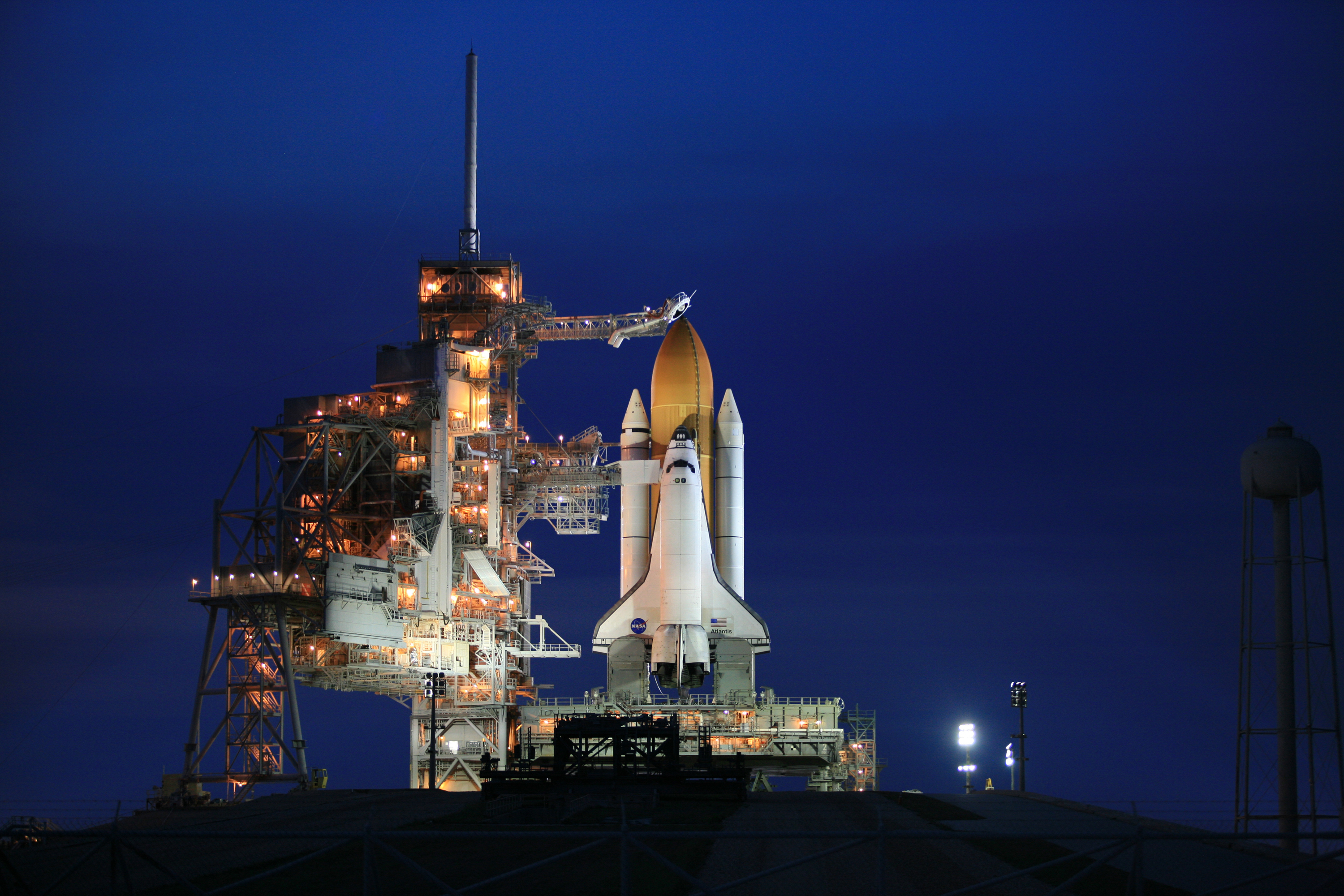
Raketoplán Atlantis na rampě LC-39A

Po navedení na oběžnou dráhu následovala běžná kontrola systémů raketoplánu a otevření nákladového prostoru, aby byla umožněna správná činnost radiátorů umístěných ve dveřích nákladového prostoru. V den startu došlo také k oživení manipulátoru RMS a jednomu korekčnímu manévru.

### Třetí den
Druhý den byl věnovaný kontrole tepelné ochrany stroje. Manipulátor RMS vybral z nákladového prostoru prodlužovací tyč s přístroji OBSS (Orbiter Boom Sensor System) a postupně snímal povrch raketoplánu. Posádka také zkontrolovala skafandry pro výstup do otevřeného vesmíru a připravila montážní stůl FSS (Flight Support System) na připojení dalekohledu. Hubble zatím dostal z pozemního střediska příkaz uzavřít svůj tubus.
Dne 13. května pokračovaly přibližovací manévry a v 19:14 SELČ, s mírným zpožděním proti plánu, Atlantis zachytil Hubbleův vesmírný dalekohled. Následně ho posádka za pomoci robotického manipulátoru přitáhla do nákladového prostoru raketoplánu a v 18:12 UT ho pevně ukotvila na montážním stole FSS. Zasunutím dálkově ovládaného konektoru byl HST napojen na energetickou, řídící telemetrickou síť raketoplánu. Předtím, než se posádka uložila k odpočinku, provedla jeho dvouhodinovou inspekci.

### Čtvrtý den (EVA 1)

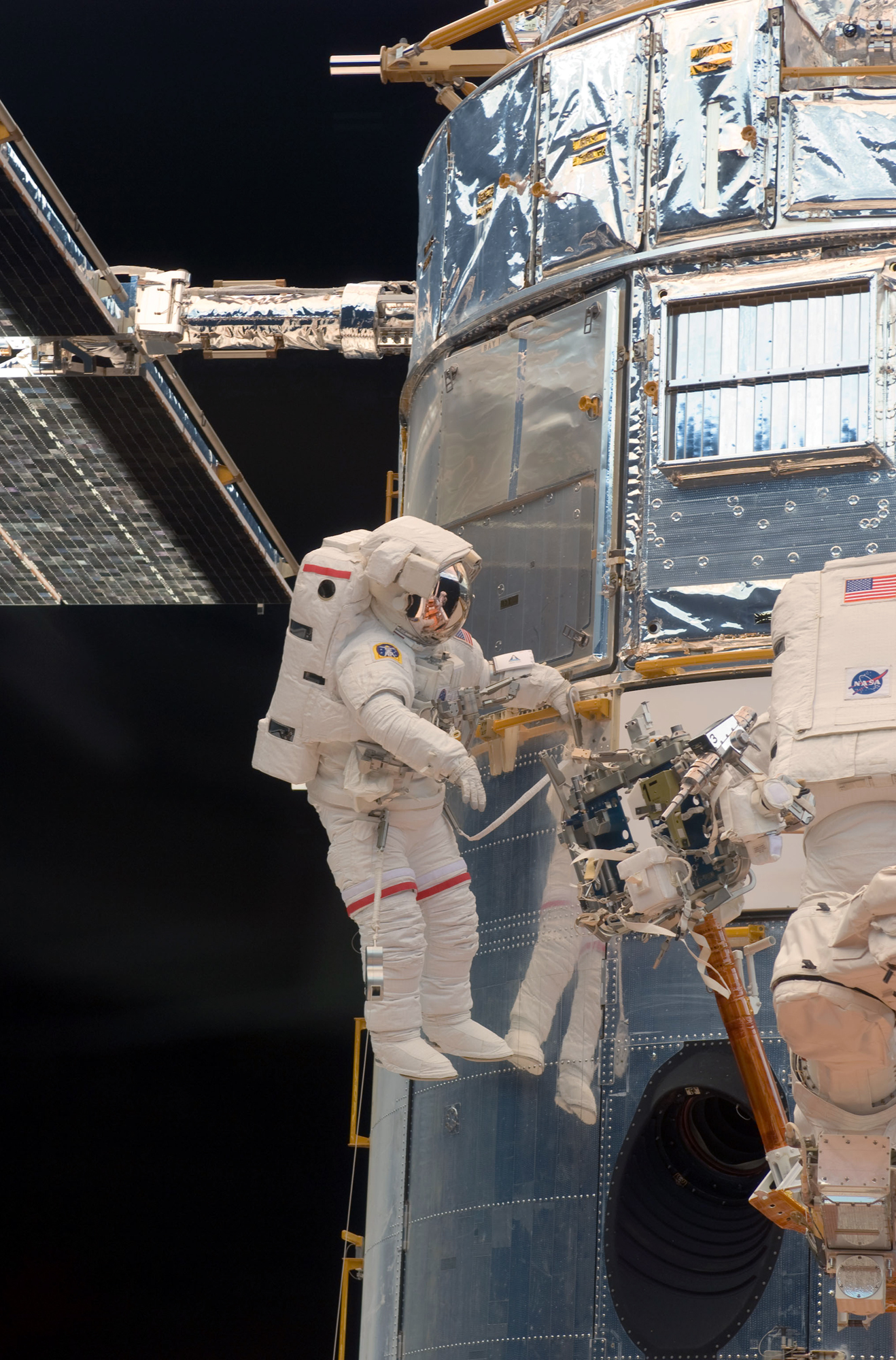
John Grunsfeld během prvního výstupu do kosmu (EVA 1)

Následující den (14. května) čekal na Grunsfelda a Feustela první z pěti montážních výstupů do vesmíru. Výstup EVA 1 začal oficiálně v 12:52 UT a trval 7 hodin, 20 minut, což bylo o hodinu víc oproti plánu. Astronauti nejprve vyjmuli z dalekohledu starou kameru WFPC2 (Wide Field Planetary Camera 2) a místo ní namontovali novější verzi WFC-3 (Wide Field Camera 3). Při demontáži WFPC2 se objevily problémy s uvolněním jednoho ze šroubů. Zaseknutý šroub se podařilo uvolnit ve 14:47 UT. Další úkoly byly splněny už celkem bez problémů. Následným úkolem bylo odstranění technické části dalekohledu, která řídí vědecké přístroje a posílá data na Zemi. Tato komponenta selhala v září 2008 (také kvůli tomu byl start STS-125 odložen, aby se posádka naučila opravit tuto část Hubblea) Teleskop byl do té doby přepnut na záložní počítač. Astronauti přístroj vyměnili. Poté přistoupili k namontování stykovacího uzlu, kterým bude v budoucnu teleskop zachycen a uveden do zemské atmosféry. Vesmírnou vycházku astronauti zakončili instalací nových zámků a dvířek do dalekohledu LOCK (Latch Over Center Kit), aby si ulehčili do budoucna práci. Tuto operaci vykonali Grunsfeld a Feustel nad plán.

### Pátý den (EVA 2)
Druhý výstup do kosmu hned následující den (15. května) absolvovala dvojice Michael Massimino a Michael Good (Massimino dalekohled znal již z mise STS-109 z března 2002). Během přípravy na výstup proběhla vizuální kontrola některých dlaždic tepelné ochrany přední části raketoplánu v místech, které nebyly v plném rozsahu monitorovány před spojením s HST. EVA 2 začal v 12:29 UT a skončil ve 22:45. vycházka trvala 7 hodin a 56 minut a stala se osmou nejdelší v historii kosmonautiky. Hlavním úkolem bylo vyměnit tři boxy s gyroskopy, každý obsahuje 2 (RSU). První RSU astronauti vyměnili bez problémů. S druhým RSU měli astronauti problémy, neboť jej nešlo přesně umístit. Po několika pokusech vzali box, určený do třetího slotu a dali jej do druhého. Třetí starý RSU pak chtěli nahradit novým, který byl určen pro slot 2.
Ten ale správně nepasoval a tak astronauti nainstalovali do třetího slotu záložní RSU, který již jednou na teleskopu byl, ale v roce 1999 byl dopraven na Zemi a upraven. Tento RSU má sice některé technologické nedostatky od dvou nových RSU, ale jiná alternativa zde nebyla.
Druhým úkolem bylo vyměnit jednu ze dvou modulů niklo-vodíkových baterií, které sloužily na teleskopu od vypuštění na oběžnou dráhu, tedy 19 let. Jejich výkon spadl za tu dobu zhruba na polovinu. Hubbleův teleskop má šest baterií s rozměry 96 × 81 × 27 cm. Jsou umístěny ve třech modulech po dvou bateriích, každý model váží 208 kilogramů. Astronauti jeden ze tří modulů úspěšně vyměnili.

### Šestý den (EVA 3)

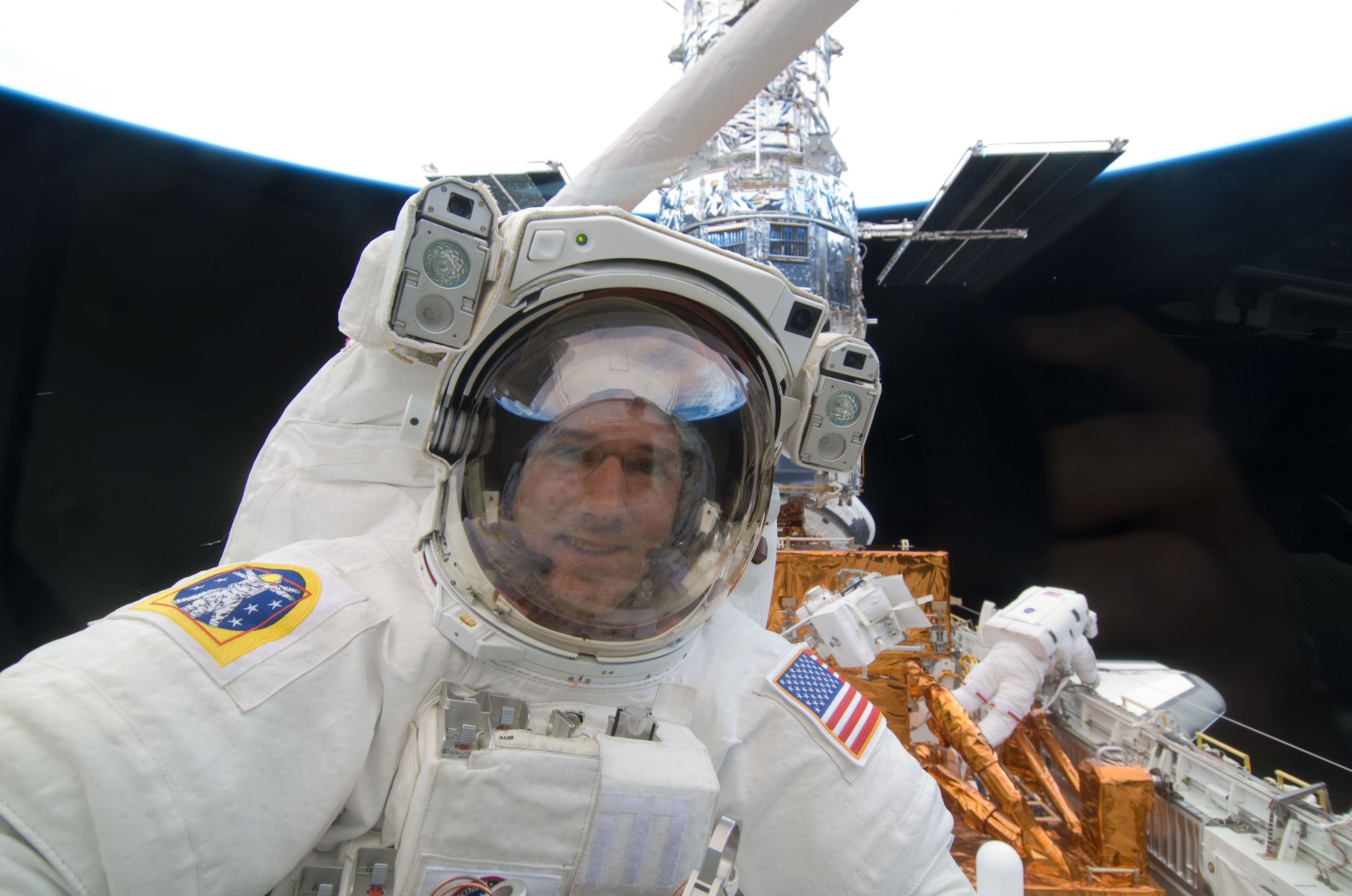
Michael Good během druhého z pěti výstupů k dalekohledu

Třetího pracovního výstupu 16. května se ujali John Grunsfeld (který se tak zařadil mezi astronauty, kteří strávili nejvíce času v otevřeném kosmu) a Andrew Feustel. Výstup trval 6 hodin a 36 minut (od 13:45 do 20:11 hodin). Astronauti především odstranili COSTAR, nainstalovaný do teleskopu během první servisní mise v roce 1993. Ten kompenzoval optickou nepřesnost hlavního zrcadla. Nyní však již mají všechny přístroje v teleskopu svou vlastní korekci, COSTAR není potřebný. Na místo COSTARu namontovali astronauti spektrograf COS určený ke studiu ultrafialového záření z velmi slabých objektů vzdáleného vesmíru.
Druhým úkolem byla pro Grunsfelda a Feustela oprava kamerového systému ACS (Advanced Camera for Surveys). Dvě ze tří kamer vyřadily z provozu zkraty v letech 2006 a 2007. Celý ACS má velikost zhruba telefonní budky a nebyl navržen pro opravy ve vesmíru. John Grunsfeld se musel dostat přes dva kryty a nahradit čtyři desky s tištěnými spoji. To se povedlo. Po sobotní opravě se "probudila" k činnosti jen jedna ze dvou kamer, ale ta, která dělá 95 procent vědecké práce. Na konec třetího výstupu do kosmu astronauti nainstalovali externí nízkonapěťový systém pro zásobování elektřinou.

### Sedmý den (EVA 4)
Hlavním úkolem předposledního výstupu (17. května) do otevřeného prostoru byla obnova činnosti spektrografu STIS, vyřazeného zkratem v srpnu 2004. Jednalo se o obdobný problém jako při opravě kamery ACS při EVA 3. Astronauti odstranili kryt a vyměnili poškozené desky s tištěnými spoji. Komplikací bylo zábradlí, které museli astronauti odstranit, aby se dostali ke krytu obvodů. Jeden ze šroubů zábradlí se zasekl. Mike Massimino jej byl po několika pokusech nucen odlomit. Další zdržení představovala vybitá baterie v jednom z elektrických šroubováků. Astronauti museli zpět do raketoplánu pro náhradní nářadí. Pak už šlo ale vše bez problémů. Pomocí speciálních kleští byla vyjmuta spálená deska se spoji a byla nahrazena novou. Elektrické rozvody astronauti zakryli novým krytem. Vycházka skončila ve 23:47 UT a trvala 8 hodin a 2 minuty. Posunula se tak na 6. místo mezi nejdelšími v historii americké kosmonautiky. Posledním úkolem byla instalace prvního ze dvou izolačních panelů na vnější stranu teleskopu. Kvůli časové náročnosti předchozích úkolů byl však tento přesunut až na poslední, pátý výstup do kosmu.

### Osmý den (EVA 5)
V pondělí 18. května ve 21:22 UT byla zakončena poslední (pátá mise STS-125) a vůbec poslední vesmírná vycházka k Hubbleovu vesmírnému teleskopu. Trvala 7 hodin a 2 minuty a John Grunsfeld a Andrew Feustel splnili všechny naplánované úkoly. Nejprve vyměnili druhou baterii teleskopu (první byla vyměněna během EVA 2). Poté vyměnili jeden ze tří naváděcích senzorů, které řídí zaměřování teleskopu, za zmodernizovanou verzi senzoru, odmontovanou z teleskopu při servisní misi raketoplánu Discovery (STS-103) v prosinci 1999. Poslední prací byla výměna dvou vnějších ochranných izolačních panelů. Namísto dvou byly na Hubblea namontovány dokonce tři. Drobným neúspěchem na závěr výstupu do vesmíru bylo poškození antény na teleskopu. Grunsfeld o ní zavadil a kousek urazil. Ovšem zkoušky prokázaly, že anténa pracuje normálně.

### Devátý den
V úterý 19. května zhruba ve 12:00 hodin byl Hubbleův teleskop uchopen robotickou paží raketoplánu a vyjmut z plošiny, která ho držela v nákladovém prostoru. McArthurová ho vyzvedla nad nákladový prostor a ve 14:57 hodin jej uvolnila. Zhruba po minutě zapálil Atlantis ve speciálním módu (aby neznečistil optiku teleskopu) motory a začal se pomalu vzdalovat. Po další půlhodině, již v bezpečné vzdálenosti, zapálil Atlantis motory znovu. Pak následoval 2 minuty a 32 sekundy dlouhý zážeh. Ten upravil oběžnou dráhu raketoplánu z téměř kruhové na eliptickou ve výšce 563 x 296 km. Posádka provedla pomocí nástavce OBSS na robotické paži ještě jednou inspekci tepelného štítu raketoplánu.

### Desátý den
Středa 20. května byla pro posádku STS-125 více "odpočinková", astronauté se soustředili na počáteční přípravy na přistání, které bylo naplánováno na pátek. Posádka se v 16:30 zúčastnila pomocí videomostu krátké tiskové konference přímo z paluby Atlantisu. Krátce po 18. se astronauté spojili také se svými kolegy na ISS. Posádka ISS pogratulovala posádce raketoplánu k úspěšně splněné misi a popřála bezpečný návrat na Zemi. Ve středu také astronauté z Atlantisu krátce hovořili s prezidentem USA Barackem Obamou.
Přistání bylo naplánované na 22. května. Pro zlé počasí na Floridě však bylo přistání odvolané a přeložené na další den. Ani 23. května počasí nevyhovovalo, řídící středisko se rozhodlo o dalším jednodenním odkladu. Dne 24. května přetrvávaly špatné povětrnostní podmínky, proto byla zvolena nouzová varianta – přistání na kalifornské Edwardsově letecké základně.

### Přistání

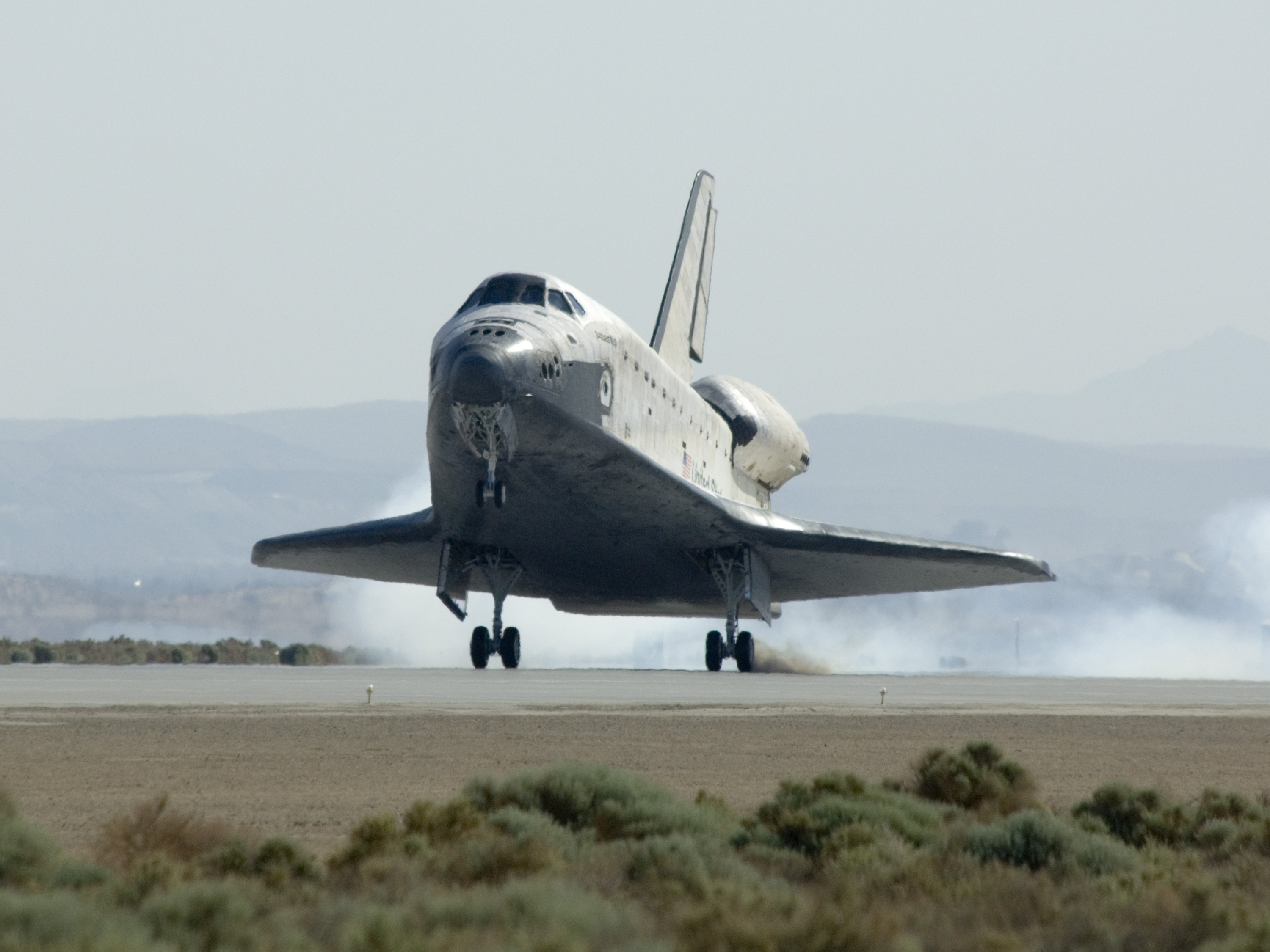
Přistání v Kalifornii

Raketoplán zahájil uzavírání dveří do nákladového prostoru, které skončilo v 10:19 UT. V čase okolo 11:20 si posádka začala oblékat oranžové skafandry, v 14:07 UT řídící středisko vydalo souhlas s provedením brzdícího manévru pro přistání. Orbiter se natočil do polohy pro brzdící manévr (tj. zádí ve směru letu) a v 14:23:41 UT zažehl na dvě minuty motory OMS. Průlet atmosférou byl bezproblémový a Atlantis dosedl na přistávací dráhu 22 v 15:39:05. Po minutu trvající jízdě se zastavil.